# Кажимукан
Кажимука́н (каз. Қажымұқан) — село у складі Цілиноградського району Акмолинської області Казахстану. Адміністративний центр та єдиний населений пункт Кажимуканської сільської адміністрації.
Населення — 960 осіб (2021; 683 у 2009, 287 у 1999, 264 у 1989).
Національний склад станом на 1989 рік:
- казахи — 100 %.

До 1992 року село називалось Будьонне.